# Équipe d'Algérie de football en 2018
Maillots
Actualités
En 2018, l'équipe d'Algérie de football participe aux qualifications à la CAN 2019.

## Déroulement de la saison

### Résumé de la saison
Cette année 2018 voit les premières sélections de Salim Boukhanchouche, Farid El Melali, Mohamed Lamine Abid, Mohammed Benkhemassa, Djamel Benlamri, Oussama Chita, Moustapha Zeghba, Abdelkader Bedrane, Mohamed Benyahia, Haithem Loucif, Ilyes Chetti, Réda Halaïmia, Nabil Lamara, Hicham Boudaoui, Abderrahmane Bourdim, Abderrahmane Meziane et Houssam Ghacha.

### Classement FIFA 2018
Le tableau ci-dessous présente les coefficients mensuels de l'équipe d'Algérie publiés par la FIFA durant l'année 2018.
| Mois | janv. | fév. | mars | avril | mai | juin | juillet | août | sept. | oct. | nov. | déc. |
| Rang | 57    | 60   | 60   | 62    | 64  | 66   | 66      | 66   | 69    | 67   | 67   | 67   |

### Classement de la CAF
Le tableau ci-dessous présente les coefficients mensuels de l'équipe d'Algérie dans la CAF publiés par la FIFA durant l'année 2018.
| Mois | janv. | fév. | mars | avril | mai | juin | juillet | août | sept. | oct. | nov. | déc. |
| Rang | 10    | 10   | 10   | 11    | 11  | 12   | 12      | 12   | 14    | 13   | 13   | 13   |

### Bilan
| Rang | Équipe  | Pts | J | G | N | P | Bp | Bc | Diff |
| ---- | ------- | --- | - | - | - | - | -- | -- | ---- |
| #    | Algérie | 13  | 9 | 4 | 1 | 4 | 15 | 12 | +3   |

## Joueurs et encadrement

### Appelés récemment
Les joueurs suivants ne font pas partie du dernier groupe appelé mais ont été retenus en équipe nationale lors des 12 derniers mois.
Les joueurs qui comportent le signe , sont blessés au moment de la dernière convocation, et qui comportent le signe RET sont retraité.
| Pos. | Nom               | Date de Naissance | Sél. | Buts | Club              | Dernier appel               |
| ---- | ----------------- | ----------------- | ---- | ---- | ----------------- | --------------------------- |
| A    | Ishak Belfodil    | 12 janvier 1992   | 17   | 2    | Hoffenheim        | vs Bénin, 16 octobre 2018   |
| A    | Oussama Darfalou  | 29 septembre 1993 | 0    | 0    | Vitesse Arnhem    | vs Bénin, 16 octobre 2018   |
| M    | Rachid Ghezzal    | 9 mai 1992        | 16   | 1    | Leicester City    | vs Bénin, 16 octobre 2018   |
| M    | Nabil Bentaleb    | 24 janvier 1994   | 35   | 5    | Schalke 04        | vs Bénin, 16 octobre 2018   |
| M    | Adlène Guedioura  | 12 novembre 1985  | 41   | 3    | Nottingham Forest | vs Bénin, 16 octobre 2018   |
| D    | Aïssa Mandi       | 22 octobre 1991   | 42   | 1    | Betis Séville     | vs Bénin, 16 octobre 2018   |
| A    | Hilal Soudani     | 25 novembre 1987  | 49   | 22   | Nottingham Forest | vs Gambie, 8 septembre 2018 |
| M    | Ryad Boudebouz    | 19 février 1990   | 25   | 2    | Betis Séville     | vs Gambie, 8 septembre 2018 |
| M    | Farid Boulaya     | 25 février 1993   | 0    | 0    | FC Metz           | vs Gambie, 8 septembre 2018 |
| M    | Mehdi Abeid       | 6 août 1992       | 5    | 0    | Dijon FCO         | vs Gambie, 8 septembre 2018 |
| D    | Mokhtar Belkhiter | 15 janvier 1992   | 3    | 0    | Club africain     | vs Gambie, 8 septembre 2018 |
| A    | Ali Lakroum       | 6 octobre 1987    | 0    | 0    | CR Belouizdad     | vs Portugal, 7 juin 2018    |
| M    | Benkhemassa       | 28 juin 1993      | 1    | 0    | USM Alger         | vs Portugal, 7 juin 2018    |
| M    | Zinedine Ferhat   | 1er mars 1993     | 8    | 0    | Le Havre AC       | vs Portugal, 7 juin 2018    |
| M    | S. Boukhanchouche | 6 octobre 1991    | 2    | 0    | JS Kabylie        | vs Portugal, 7 juin 2018    |
| D    | Carl Medjani      | 15 mai 1985       | 62   | 4    | Sivasspor         | vs Portugal, 7 juin 2018    |
| D    | Islam Arous       | 6 août 1996       | 1    | 0    | Paradou AC        | vs Portugal, 7 juin 2018    |
| D    | Mokhtar Benmoussa | 11 août 1986      | 6    | 0    | USM Alger         | vs Portugal, 7 juin 2018    |
| D    | Farouk Chafaï     | 23 juin 1990      | 6    | 1    | USM Alger         | vs Portugal, 7 juin 2018    |
| D    | Mohamed Naâmani   | 21 septembre 1990 | 0    | 0    | CR Belouizdad     | vs Portugal, 7 juin 2018    |
| G    | Abdelkader Salhi  | 19 mars 1993      | 3    | 0    | CR Belouizdad     | vs Portugal, 7 juin 2018    |
| G    | Faouzi Chaouchi   | 5 décembre 1984   | 15   | 0    | MC Alger          | vs Portugal, 7 juin 2018    |
| A    | Mohamed Abid      | 4 juillet 1991    | 2    | 0    | CS Constantine    | vs Iran, 27 mars 2018       |
| A    | Abdenour Belkheir | 21 février 1989   | 1    | 0    | CS Constantine    | vs Iran, 27 mars 2018       |
| A    | Sofiane Hanni     | 29 décembre 1990  | 12   | 4    | Spartak Moscou    | vs Iran, 27 mars 2018       |
| A    | Farid El Melali   | 5 mai 1997        | 2    | 0    | Paradou AC        | vs Iran, 27 mars 2018       |
| D    | Essaïd Belkalem   | 1er janvier 1989  | 19   | 1    | JS Kabylie        | vs Iran, 27 mars 2018       |
| G    | Toufik Moussaoui  | 20 avril 1991     | 1    | 0    | Paradou AC        | vs Iran, 27 mars 2018       |

## Matchs
| Date             | Stade, Ville, Pays                        | Adversaire | Score | Compétition | Buteurs algériens :                               | Classement Fifa |
| ---------------- | ----------------------------------------- | ---------- | ----- | ----------- | ------------------------------------------------- | --------------- |
| 22 mars 2018     | Stade 5 Juillet 1962 Alger, Algérie       | Tanzanie   | 4 - 1 | A           | Bounedjah 12e 80e, Kapombe 45e (csc), Medjani 53e | 60e             |
| 27 mars 2018     | Stadion Graz-Liebenau Graz, Autriche      | Iran       | 2 - 1 | A           | Chafaï 56e                                        | 64e             |
| 1er juin 2018    | Stade 5 Juillet 1962 Alger, Algérie       | Cap-Vert   | 2 - 3 | A           | Bensebaini 5e, Bounedjah 30e                      | 64e             |
| 7 juin 2018      | Stade de Luz Lisbonne, Portugal           | Portugal   | 3 - 0 | A           |                                                   | 66e             |
| 8 septembre 2018 | Independence Stadium Bakau, Gambie        | Gambie     | 1 - 1 | QCAN 2019   | Bounedjah 47e,                                    | 66e             |
| 12 octobre 2018  | Stade Mustapha-Tchaker Blida, Algérie     | Bénin      | 2 - 0 | QCAN 2019   | Bensebaini 21e, Bounedjah 70e                     | 69e             |
| 16 octobre 2018  | Stade de l'Amitié Cotonou, Bénin          | Bénin      | 1 - 0 | QCAN 2019   |                                                   | 69e             |
| 18 novembre 2018 | Stade de Kégué Lomé, Togo                 | Togo       | 1 - 4 | QCAN 2019   | Mahrez 13e 30e, Atal 28e, Bounedjah 90+2e         | 67e             |
| 27 décembre 2018 | Khalifa International Stadium Doha, Qatar | Qatar      | 0 - 1 | A           | Bounedjah 54e                                     | 67e             |

Légende: A : Match amical / QCAN 2019 : Qualifications à la Coupe d'Afrique des nations de football 2019

## Matchs de préparation
| Titulaires : |  |
| |  |
| 16 • Faouzi Chaouchi · 3 • Carl Medjani · 21 • Ramy Bensebaini 68e · 2 • Aïssa Mandi · 14 • Salim Boukhanchouche 89e · 18 • Zinedine Ferhat · 10 • Nabil Bentaleb 61e · 15 • El Arbi Hillel Soudani 78e · 9 • Sofiane Hanni 84e · 7 • Riyad Mahrez · 20 • Baghdad Bounedjah · |  |
| Remplaçants : |  |
| 22 • Ismaël Bennacer 61e · 5 • Farouk Chafaï 68e · 3 • Mokhtar Benmoussa 78e · 17 • Farid El Mellali 89e 90+2e · 19 • Mohamed Lamine Abid 84e · |  |
| Entraîneur : |  |
| Rabah Madjer |  |

| Entraîneur :  |
| Salum Mayanga |

| Titulaires : |  |
| |  |
| 16 • Faouzi Chaouchi · 3 • Carl Medjani · 21 • Ramy Bensebaini 68e · 2 • Aïssa Mandi · 14 • Salim Boukhanchouche 89e · 18 • Zinedine Ferhat · 10 • Nabil Bentaleb 61e · 15 • El Arbi Hillel Soudani 78e · 9 • Sofiane Hanni 84e · 7 • Riyad Mahrez · 20 • Baghdad Bounedjah · |  |
| Remplaçants : |  |
| 22 • Ismaël Bennacer 61e · 5 • Farouk Chafaï 68e · 3 • Mokhtar Benmoussa 78e · 17 • Farid El Mellali 89e 90+2e · 19 • Mohamed Lamine Abid 84e · |  |
| Entraîneur : |  |
| Rabah Madjer |  |

| Entraîneur :  |
| Salum Mayanga |

| Titulaires : |  |
| |  |
| 1 • Alireza Beiranvand 86e · 15 • Pejman Montazeri · 2 • Voria Ghafouri · 26 • Mohammad Reza Khanzadeh · 3 • Ehsan Hajsafi · 24 • Saeid Aghaei 73e · 6 • Saeid Ezatolahi 46e · 10 • Karim Ansarifard 70e · 17 • Mehdi Taremi 40e · 20 • Sardar Azmoun 61e · 18 • Alireza Jahanbakhsh 79e · |  |
| Remplaçants : |  |
| 11 • Vahid Amiri 40e · 7 • Masoud Shojaei 46e · 9 • Omid Ebrahimi 61e · 19 • Kaveh Rezaei 70e · 5 • Milad Mohammadi 73e · 27 • Saman Ghoddos 79e · |  |
| Entraîneur : |  |
| Carlos Queiroz |  |

| Titulaires : |  |
| |  |
| 16 • Faouzi Chaouchi · 6 • Farouk Chafaï 78e · 21 • Ramy Bensebaini · 2 • Aïssa Mandi 89e · 14 • Salim Boukhanchouche · 18 • Zinedine Ferhat · 3 • Carl Medjani 63e · 15 • El Arbi Hillel Soudani · 9 • Sofiane Hanni 33e · 7 • Riyad Mahrez 68e · 20 • Baghdad Bounedjah 80e 82e · |  |
| Remplaçants : |  |
| 3 • Mokhtar Benmoussa 33e · 13 • Islam Slimani 63e 68e · 17 • Farid El Mellali 68e · 19 • Mohamed Lamine Abid 82e · |  |
| Entraîneur : |  |
| Rabah Madjer |  |

| Titulaires : |  |
| |  |
| 1 • Alireza Beiranvand 86e · 15 • Pejman Montazeri · 2 • Voria Ghafouri · 26 • Mohammad Reza Khanzadeh · 3 • Ehsan Hajsafi · 24 • Saeid Aghaei 73e · 6 • Saeid Ezatolahi 46e · 10 • Karim Ansarifard 70e · 17 • Mehdi Taremi 40e · 20 • Sardar Azmoun 61e · 18 • Alireza Jahanbakhsh 79e · |  |
| Remplaçants : |  |
| 11 • Vahid Amiri 40e · 7 • Masoud Shojaei 46e · 9 • Omid Ebrahimi 61e · 19 • Kaveh Rezaei 70e · 5 • Milad Mohammadi 73e · 27 • Saman Ghoddos 79e · |  |
| Entraîneur : |  |
| Carlos Queiroz |  |

| Titulaires : |  |
| |  |
| 16 • Faouzi Chaouchi · 6 • Farouk Chafaï 78e · 21 • Ramy Bensebaini · 2 • Aïssa Mandi 89e · 14 • Salim Boukhanchouche · 18 • Zinedine Ferhat · 3 • Carl Medjani 63e · 15 • El Arbi Hillel Soudani · 9 • Sofiane Hanni 33e · 7 • Riyad Mahrez 68e · 20 • Baghdad Bounedjah 80e 82e · |  |
| Remplaçants : |  |
| 3 • Mokhtar Benmoussa 33e · 13 • Islam Slimani 63e 68e · 17 • Farid El Mellali 68e · 19 • Mohamed Lamine Abid 82e · |  |
| Entraîneur : |  |
| Rabah Madjer |  |

| Titulaires : |  |
| |  |
| 16 • Faouzi Chaouchi · 5 • Farouk Chafaï 81e · 21 • Ramy Bensebaini 84e · 2 • Aïssa Mandi · 4 • Mokhtar Belkhiter · 18 • Zinedine Ferhat · 10 • Nabil Bentaleb · 15 • El Arbi Hillel Soudani 57e · 14 • Yacine Brahimi · 7 • Riyad Mahrez · 9 • Baghdad Bounedjah 73e · |  |
| Remplaçants : |  |
| 22 • Ismaël Bennacer 57e · 3 • Mokhtar Benmoussa 84e · 13 • Islam Slimani 73e · 6 • Carl Medjani 81e · |  |
| Entraîneur : |  |
| Rabah Madjer |  |

| Entraîneur :  |
| Lúcio Antunes |

| Titulaires : |  |
| |  |
| 16 • Faouzi Chaouchi · 5 • Farouk Chafaï 81e · 21 • Ramy Bensebaini 84e · 2 • Aïssa Mandi · 4 • Mokhtar Belkhiter · 18 • Zinedine Ferhat · 10 • Nabil Bentaleb · 15 • El Arbi Hillel Soudani 57e · 14 • Yacine Brahimi · 7 • Riyad Mahrez · 9 • Baghdad Bounedjah 73e · |  |
| Remplaçants : |  |
| 22 • Ismaël Bennacer 57e · 3 • Mokhtar Benmoussa 84e · 13 • Islam Slimani 73e · 6 • Carl Medjani 81e · |  |
| Entraîneur : |  |
| Rabah Madjer |  |

| Entraîneur :  |
| Lúcio Antunes |

| Titulaires : |  |
| |  |
| 1 • Rui Patrício · 3 • Pepe · 2 • Bruno Alves 57e · 21 • Cédric Soares · 5 • Raphaël Guerreiro 57e · 8 • João Moutinho 75e · 14 • William Carvalho 64e · 17 • Gonçalo Guedes · 16 • Bruno Fernandes · 11 • Bernardo Silva 64e · 7 • Cristiano Ronaldo 74e · |  |
| Remplaçants : |  |
| 6 • José Fonte 57e · 19 • Mário Rui 57e · 20 • Ricardo Quaresma 64e · 23 • Adrien Silva 64e · 9 • André Silva 74e · 10 • João Mário 75e · |  |
| Entraîneur : |  |
| Fernando Santos |  |

| Titulaires : |  |
| |  |
| 1 • Abdelkader Salhi · 6 • Carl Medjani 71e · 3 • Mokhtar Benmoussa · 2 • Aïssa Mandi · 21 • Ramy Bensebaini 39e · 7 • Riyad Mahrez · 8 • Zinedine Ferhat · 10 • Nabil Bentaleb · 14 • Salim Boukhanchouche 47e 57e · 11 • Yacine Brahimi · 13 • Islam Slimani 85e · |  |
| Remplaçants : |  |
| 18 • Mohammed Benkhemassa 57e · 9 • Baghdad Bounedjah 71e · 15 • El Arbi Hillel Soudani 85e · |  |
| Entraîneur : |  |
| Rabah Madjer |  |

| Titulaires : |  |
| |  |
| 1 • Rui Patrício · 3 • Pepe · 2 • Bruno Alves 57e · 21 • Cédric Soares · 5 • Raphaël Guerreiro 57e · 8 • João Moutinho 75e · 14 • William Carvalho 64e · 17 • Gonçalo Guedes · 16 • Bruno Fernandes · 11 • Bernardo Silva 64e · 7 • Cristiano Ronaldo 74e · |  |
| Remplaçants : |  |
| 6 • José Fonte 57e · 19 • Mário Rui 57e · 20 • Ricardo Quaresma 64e · 23 • Adrien Silva 64e · 9 • André Silva 74e · 10 • João Mário 75e · |  |
| Entraîneur : |  |
| Fernando Santos |  |

| Titulaires : |  |
| |  |
| 1 • Abdelkader Salhi · 6 • Carl Medjani 71e · 3 • Mokhtar Benmoussa · 2 • Aïssa Mandi · 21 • Ramy Bensebaini 39e · 7 • Riyad Mahrez · 8 • Zinedine Ferhat · 10 • Nabil Bentaleb · 14 • Salim Boukhanchouche 47e 57e · 11 • Yacine Brahimi · 13 • Islam Slimani 85e · |  |
| Remplaçants : |  |
| 18 • Mohammed Benkhemassa 57e · 9 • Baghdad Bounedjah 71e · 15 • El Arbi Hillel Soudani 85e · |  |
| Entraîneur : |  |
| Rabah Madjer |  |

| Entraîneur :      |
| Félix Sánchez Bas |

| Titulaires : |  |
| |  |
| 16 • Moustapha Zeghba · 4 • Abdelkader Bedrane · 5 • Mohamed Benyahia · 12 • Haithem Loucif 70e · 3 • Ilyes Chetti 70e · 18 • Oussama Chita · 6 • Mohammed Benkhemassa 70e · 14 • Hicham Boudaoui 70e · 11 • Abderrahmane Meziane · 10 • Youcef Belaïli 70e · 9 • Baghdad Bounedjah · |  |
| Remplaçants : |  |
| 2 • Réda Halaïmia 70e · 15 • Nabil Lamara 70e · 7 • Abderrahmane Bourdim 70e · 8 • Raouf Benguit 70e · 17 • Houssam Ghacha 70e · |  |
| Entraîneur : |  |
| Djamel Belmadi |  |

| Entraîneur :      |
| Félix Sánchez Bas |

| Titulaires : |  |
| |  |
| 16 • Moustapha Zeghba · 4 • Abdelkader Bedrane · 5 • Mohamed Benyahia · 12 • Haithem Loucif 70e · 3 • Ilyes Chetti 70e · 18 • Oussama Chita · 6 • Mohammed Benkhemassa 70e · 14 • Hicham Boudaoui 70e · 11 • Abderrahmane Meziane · 10 • Youcef Belaïli 70e · 9 • Baghdad Bounedjah · |  |
| Remplaçants : |  |
| 2 • Réda Halaïmia 70e · 15 • Nabil Lamara 70e · 7 • Abderrahmane Bourdim 70e · 8 • Raouf Benguit 70e · 17 • Houssam Ghacha 70e · |  |
| Entraîneur : |  |
| Djamel Belmadi |  |

## Qualifications à la Coupe d'Afrique 2019

### Groupe D
| Rang | Équipe  | Pts | J | G | N | P | Bp | Bc | Diff |  | Résultats (▼ dom., ► ext.) |     |     |     |     |
| ---- | ------- | --- | - | - | - | - | -- | -- | ---- |  | -------------------------- | --- | --- | --- | --- |
| 1    | Algérie | 10  | 5 | 3 | 1 | 1 | 8  | 3  | +5   |  | Algérie                    |     | 2-0 | -   | 1-0 |
| 2    | Bénin   | 7   | 5 | 2 | 1 | 2 | 3  | 5  | -2   |  | Bénin                      | 1-0 |     | 1-0 | -   |
| 3    | Gambie  | 5   | 5 | 1 | 2 | 2 | 5  | 5  | 0    |  | Gambie                     | 1-1 | 3-1 |     | 0-1 |
| 4    | Togo    | 5   | 5 | 1 | 2 | 2 | 3  | 6  | -3   |  | Togo                       | 1-4 | -   | 1-1 |     |

| Titulaires : |  |
| |  |
| 1 • Modou Jobe · 12 • Mamadou Danso · 3 • Bubacarr Sanneh · 14 • Simon Richter · 9 • Modou Jagne · 6 • Sulayman Marreh 75e · 8 • Ebou Adams · 15 • Ebrima Sohna · 19 • Mustapha Carayol · 11 • Assan Ceesay 65e · 7 • Lamin Jallow 86e · |  |
| Remplaçants : |  |
| 21 • Modou Barrow 65e · 4 • Dawda Ngum 75e · 17 • Ablie Jallow 86e · |  |
| Entraîneur : |  |
| Tom Saintfiet |  |

| Titulaires : |  |
| |  |
| 23 • Raïs M'Bolhi · 24 • Mehdi Tahrat · 21 • Ramy Bensebaini · 2 • Aïssa Mandi · 6 • Mohamed Fares · 8 • Saphir Taider · 14 • Nabil Bentaleb · 18 • Rachid Ghezzal 71e · 11 • Yacine Brahimi · 7 • Riyad Mahrez · 9 • Baghdad Bounedjah 71e · |  |
| Remplaçants : |  |
| 10 • Sofiane Feghouli 71e · 13 • Islam Slimani 71e · |  |
| Entraîneur : |  |
| Djamel Belmadi |  |

| Titulaires : |  |
| |  |
| 1 • Modou Jobe · 12 • Mamadou Danso · 3 • Bubacarr Sanneh · 14 • Simon Richter · 9 • Modou Jagne · 6 • Sulayman Marreh 75e · 8 • Ebou Adams · 15 • Ebrima Sohna · 19 • Mustapha Carayol · 11 • Assan Ceesay 65e · 7 • Lamin Jallow 86e · |  |
| Remplaçants : |  |
| 21 • Modou Barrow 65e · 4 • Dawda Ngum 75e · 17 • Ablie Jallow 86e · |  |
| Entraîneur : |  |
| Tom Saintfiet |  |

| Titulaires : |  |
| |  |
| 23 • Raïs M'Bolhi · 24 • Mehdi Tahrat · 21 • Ramy Bensebaini · 2 • Aïssa Mandi · 6 • Mohamed Fares · 8 • Saphir Taider · 14 • Nabil Bentaleb · 18 • Rachid Ghezzal 71e · 11 • Yacine Brahimi · 7 • Riyad Mahrez · 9 • Baghdad Bounedjah 71e · |  |
| Remplaçants : |  |
| 10 • Sofiane Feghouli 71e · 13 • Islam Slimani 71e · |  |
| Entraîneur : |  |
| Djamel Belmadi |  |

| Titulaires : |  |
| |  |
| 23 • Raïs M'Bolhi · 3 • Mehdi Tahrat · 21 • Ramy Bensebaini · 2 • Youcef Atal · 6 • Mohamed Fares · 8 • Saphir Taider · 14 • Nabil Bentaleb · 15 • Yassine Benzia 73e · 11 • Yacine Brahimi 78e · 7 • Riyad Mahrez 81e · 9 • Baghdad Bounedjah · |  |
| Remplaçants : |  |
| 10 • Sofiane Feghouli 73e · 18 • Rachid Ghezzal 78e · 19 • Ishak Belfodil 81e · |  |
| Entraîneur : |  |
| Djamel Belmadi |  |

| Titulaires : |  |
| |  |
| 1 • Fabien Farnolle 3 • Khaled Adenon 6 • Olivier Verdon 5 • Junior Salomon 8 • Jordan Adéoti 17 • Stéphane Sessègnon 14 • Emmanuel Imorou 15 • Seidou Baraze 7 • David Djigla 20 • Jodel Dossou 9 • Steve Mounié |  |
| Entraîneur : |  |
| Michel Dussuyer |  |

| Titulaires : |  |
| |  |
| 23 • Raïs M'Bolhi · 3 • Mehdi Tahrat · 21 • Ramy Bensebaini · 2 • Youcef Atal · 6 • Mohamed Fares · 8 • Saphir Taider · 14 • Nabil Bentaleb · 15 • Yassine Benzia 73e · 11 • Yacine Brahimi 78e · 7 • Riyad Mahrez 81e · 9 • Baghdad Bounedjah · |  |
| Remplaçants : |  |
| 10 • Sofiane Feghouli 73e · 18 • Rachid Ghezzal 78e · 19 • Ishak Belfodil 81e · |  |
| Entraîneur : |  |
| Djamel Belmadi |  |

| Titulaires : |  |
| |  |
| 1 • Fabien Farnolle 3 • Khaled Adenon 6 • Olivier Verdon 5 • Junior Salomon 8 • Jordan Adéoti 17 • Stéphane Sessègnon 14 • Emmanuel Imorou 15 • Seidou Baraze 7 • David Djigla 20 • Jodel Dossou 9 • Steve Mounié |  |
| Entraîneur : |  |
| Michel Dussuyer |  |

| Titulaires : |  |
| |  |
| 1 • Fabien Farnolle · 6 • Olivier Verdon · 3 • Khaled Adenon · 14 • Emmanuel Imorou · 18 • Séidou Barazé 84e · 15 • Sessi d'Almeida · 17 • Stéphane Sessègnon · 8 • Jordan Adéoti · 10 • Mickaël Poté 72e · 20 • Jodel Dossou 90e · 9 • Steve Mounié · |  |
| Remplaçants : |  |
| 4 • Chams Chaona 84e · 19 • Segbé Azankpo 72e · 7 • David Djigla 90e · |  |
| Entraîneur : |  |
| Michel Dussuyer |  |

| Titulaires : |  |
| |  |
| 23 • Raïs M'Bolhi · 3 • Mehdi Tahrat · 21 • Ramy Bensebaini · 2 • Aïssa Mandi · 6 • Mohamed Fares · 17 • Adlène Guedioura · 14 • Nabil Bentaleb 61e · 10 • Sofiane Feghouli · 11 • Yacine Brahimi · 18 • Rachid Ghezzal 46e · 19 • Ishak Belfodil 73e · |  |
| Remplaçants : |  |
| 9 • Baghdad Bounedjah 46e · 7 • Riyad Mahrez 61e · 12 • Adam Ounas 73e · |  |
| Entraîneur : |  |
| Djamel Belmadi |  |

| Titulaires : |  |
| |  |
| 1 • Fabien Farnolle · 6 • Olivier Verdon · 3 • Khaled Adenon · 14 • Emmanuel Imorou · 18 • Séidou Barazé 84e · 15 • Sessi d'Almeida · 17 • Stéphane Sessègnon · 8 • Jordan Adéoti · 10 • Mickaël Poté 72e · 20 • Jodel Dossou 90e · 9 • Steve Mounié · |  |
| Remplaçants : |  |
| 4 • Chams Chaona 84e · 19 • Segbé Azankpo 72e · 7 • David Djigla 90e · |  |
| Entraîneur : |  |
| Michel Dussuyer |  |

| Titulaires : |  |
| |  |
| 23 • Raïs M'Bolhi · 3 • Mehdi Tahrat · 21 • Ramy Bensebaini · 2 • Aïssa Mandi · 6 • Mohamed Fares · 17 • Adlène Guedioura · 14 • Nabil Bentaleb 61e · 10 • Sofiane Feghouli · 11 • Yacine Brahimi · 18 • Rachid Ghezzal 46e · 19 • Ishak Belfodil 73e · |  |
| Remplaçants : |  |
| 9 • Baghdad Bounedjah 46e · 7 • Riyad Mahrez 61e · 12 • Adam Ounas 73e · |  |
| Entraîneur : |  |
| Djamel Belmadi |  |

| Entraîneur :  |
| Claude Le Roy |

| Titulaires : |  |
| |  |
| 23 • Raïs M'Bolhi · 3 • Mehdi Tahrat · 20 • Djamel Benlamri · 4 • Youcef Atal · 21 • Ramy Bensebaini 46e · 14 • Oussama Chita · 10 • Sofiane Feghouli · 15 • Yassine Benzia 70e · 18 • Youcef Belaïli 84e · 7 • Riyad Mahrez · 9 • Baghdad Bounedjah · |  |
| Remplaçants : |  |
| 19 • Ayoub Abdellaoui 46e · 8 • Saphir Taïder 70e · 11 • Adam Ounas 84e · |  |
| Entraîneur : |  |
| Djamel Belmadi |  |

| Entraîneur :  |
| Claude Le Roy |

| Titulaires : |  |
| |  |
| 23 • Raïs M'Bolhi · 3 • Mehdi Tahrat · 20 • Djamel Benlamri · 4 • Youcef Atal · 21 • Ramy Bensebaini 46e · 14 • Oussama Chita · 10 • Sofiane Feghouli · 15 • Yassine Benzia 70e · 18 • Youcef Belaïli 84e · 7 • Riyad Mahrez · 9 • Baghdad Bounedjah · |  |
| Remplaçants : |  |
| 19 • Ayoub Abdellaoui 46e · 8 • Saphir Taïder 70e · 11 • Adam Ounas 84e · |  |
| Entraîneur : |  |
| Djamel Belmadi |  |

## Statistiques

### Temps de jeu des joueurs
| Joueurs                |                 |                 |                 |                 |                 |                 |                 |                 |                 |                 |                 |                 |                 |                 |                 |                 |                 |                 |
| Gardiens de but        | Gardiens de but | Gardiens de but | Gardiens de but | Gardiens de but | Gardiens de but | Gardiens de but | Gardiens de but | Gardiens de but | Gardiens de but | Gardiens de but | Gardiens de but | Gardiens de but | Gardiens de but | Gardiens de but | Gardiens de but | Gardiens de but | Gardiens de but | Gardiens de but |
| ---------------------- | --------------- | --------------- | --------------- | --------------- | --------------- | --------------- | --------------- | --------------- | --------------- | --------------- | --------------- | --------------- | --------------- | --------------- | --------------- | --------------- | --------------- | --------------- |
| Raïs M'Bolhi           |                 |                 |                 |                 | 90              | 90              | 90              | 90              |                 |                 |                 |                 |                 |                 |                 |                 |                 |                 |
| Faouzi Chaouchi        | 90              | 90              | 90              |                 |                 |                 |                 |                 |                 |                 |                 |                 |                 |                 |                 |                 |                 |                 |
| Abdelkader Salhi       |                 |                 |                 | 90              |                 |                 |                 |                 |                 |                 |                 |                 |                 |                 |                 |                 |                 |                 |
| Moustapha Zeghba       |                 |                 |                 |                 |                 |                 |                 |                 | 90              |                 |                 |                 |                 |                 |                 |                 |                 |                 |
| Défenseurs             |                 |                 |                 |                 |                 |                 |                 |                 |                 |                 |                 |                 |                 |                 |                 |                 |                 |                 |
| Carl Medjani           | 90              | 63              | 9               | 71              |                 |                 |                 |                 |                 |                 |                 |                 |                 |                 |                 |                 |                 |                 |
| Ramy Bensebaini        | 68              | 90              | 84              | 90              | 90              | 90              | 90              | 46              |                 |                 |                 |                 |                 |                 |                 |                 |                 |                 |
| Aïssa Mandi            | 90              | 90              | 90              | 90              | 90              | 90              | 90              |                 |                 |                 |                 |                 |                 |                 |                 |                 |                 |                 |
| Farouk Chafaï          | 22              | 90              | 81              |                 |                 |                 |                 |                 |                 |                 |                 |                 |                 |                 |                 |                 |                 |                 |
| Mokhtar Benmoussa      | 12              | 57              | 6               | 90              |                 |                 |                 |                 |                 |                 |                 |                 |                 |                 |                 |                 |                 |                 |
| Mokhtar Belkhiter      |                 |                 | 90              |                 |                 |                 |                 |                 |                 |                 |                 |                 |                 |                 |                 |                 |                 |                 |
| Mohamed Farès          |                 |                 |                 |                 | 90              | 90              | 90              | Joueur blessé   |                 |                 |                 |                 |                 |                 |                 |                 |                 |                 |
| Ayoub Abdellaoui       |                 |                 |                 |                 | Joueur blessé   |                 |                 | 44              |                 |                 |                 |                 |                 |                 |                 |                 |                 |                 |
| Mehdi Tahrat           |                 |                 |                 |                 | 90              | 90              | 90              | 90              |                 |                 |                 |                 |                 |                 |                 |                 |                 |                 |
| Youcef Atal            |                 |                 |                 |                 |                 | 90              |                 | 90              |                 |                 |                 |                 |                 |                 |                 |                 |                 |                 |
| Djamel Benlamri        |                 |                 |                 |                 |                 |                 |                 | 90              |                 |                 |                 |                 |                 |                 |                 |                 |                 |                 |
| Abdelkader Bedrane     |                 |                 |                 |                 |                 |                 |                 |                 | 90              |                 |                 |                 |                 |                 |                 |                 |                 |                 |
| Mohamed Benyahia       |                 |                 |                 |                 |                 |                 |                 |                 | 90              |                 |                 |                 |                 |                 |                 |                 |                 |                 |
| Haithem Loucif         |                 |                 |                 |                 |                 |                 |                 |                 | 70              |                 |                 |                 |                 |                 |                 |                 |                 |                 |
| Ilyes Chetti           |                 |                 |                 |                 |                 |                 |                 |                 | 70              |                 |                 |                 |                 |                 |                 |                 |                 |                 |
| Réda Halaïmia          |                 |                 |                 |                 |                 |                 |                 |                 | 20              |                 |                 |                 |                 |                 |                 |                 |                 |                 |
| Nabil Lamara           |                 |                 |                 |                 |                 |                 |                 |                 | 20              |                 |                 |                 |                 |                 |                 |                 |                 |                 |
| Milieux de terrain     |                 |                 |                 |                 |                 |                 |                 |                 |                 |                 |                 |                 |                 |                 |                 |                 |                 |                 |
| Salim Boukhanchouche   | 89              | 90              |                 | 57              |                 |                 |                 |                 |                 |                 |                 |                 |                 |                 |                 |                 |                 |                 |
| Zinedine Ferhat        | 90              | 90              | 90              | 90              |                 |                 |                 |                 |                 |                 |                 |                 |                 |                 |                 |                 |                 |                 |
| Nabil Bentaleb         | 61              |                 | 90              | 90              | 90              | 90              | 61              |                 |                 |                 |                 |                 |                 |                 |                 |                 |                 |                 |
| Riyad Mahrez           | 90              | 68              | 90              | 90              | 90              | 81              | 29              | 90              |                 |                 |                 |                 |                 |                 |                 |                 |                 |                 |
| Ismaël Bennacer        | 29              |                 | 33              |                 |                 |                 |                 |                 |                 |                 |                 |                 |                 |                 |                 |                 |                 |                 |
| Farid El Mellali       | 1               | 22              |                 |                 |                 |                 |                 |                 |                 |                 |                 |                 |                 |                 |                 |                 |                 |                 |
| Yacine Brahimi         |                 |                 | 90              | 90              | 90              | 78              | 90              | Joueur blessé   |                 |                 |                 |                 |                 |                 |                 |                 |                 |                 |
| Mohammed Benkhemassa   |                 |                 |                 | 33              |                 |                 |                 |                 | 70              |                 |                 |                 |                 |                 |                 |                 |                 |                 |
| Saphir Taider          |                 |                 |                 |                 | 90              | 90              |                 | 21              |                 |                 |                 |                 |                 |                 |                 |                 |                 |                 |
| Adlène Guedioura       |                 |                 |                 |                 | 90              |                 |                 |                 |                 |                 |                 |                 |                 |                 |                 |                 |                 |                 |
| Sofiane Feghouli       |                 |                 |                 |                 | 19              | 17              | 90              | 90              |                 |                 |                 |                 |                 |                 |                 |                 |                 |                 |
| Adam Ounas             |                 |                 |                 |                 |                 |                 | 17              | 10              |                 |                 |                 |                 |                 |                 |                 |                 |                 |                 |
| Oussama Chita          |                 |                 |                 |                 |                 |                 |                 | 90              | 90              |                 |                 |                 |                 |                 |                 |                 |                 |                 |
| Youcef Belaïli         |                 |                 |                 |                 |                 |                 |                 | 80              | 70              |                 |                 |                 |                 |                 |                 |                 |                 |                 |
| Hicham Boudaoui        |                 |                 |                 |                 |                 |                 |                 |                 | 70              |                 |                 |                 |                 |                 |                 |                 |                 |                 |
| Raouf Benguit          |                 |                 |                 |                 |                 |                 |                 |                 | 20              |                 |                 |                 |                 |                 |                 |                 |                 |                 |
| Abderrahmane Bourdim   |                 |                 |                 |                 |                 |                 |                 |                 | 20              |                 |                 |                 |                 |                 |                 |                 |                 |                 |
| Attaquants             |                 |                 |                 |                 |                 |                 |                 |                 |                 |                 |                 |                 |                 |                 |                 |                 |                 |                 |
| El Arbi Hillel Soudani | 78              | 90              | 57              | 5               | Joueur blessé   | Joueur blessé   | Joueur blessé   | Joueur blessé   |                 |                 |                 |                 |                 |                 |                 |                 |                 |                 |
| Sofiane Hanni          | 84              | 33              |                 |                 |                 |                 |                 |                 |                 |                 |                 |                 |                 |                 |                 |                 |                 |                 |
| Baghdad Bounedjah      | 90              | 82              | 73              | 19              | 71              | 90              | 44              | 90              | 90              |                 |                 |                 |                 |                 |                 |                 |                 |                 |
| Mohamed Lamine Abid    | 6               | 8               |                 |                 |                 |                 |                 |                 |                 |                 |                 |                 |                 |                 |                 |                 |                 |                 |
| Islam Slimani          |                 | 27              | 17              | 85              | 19              | Joueur blessé   | Joueur blessé   | Joueur blessé   |                 |                 |                 |                 |                 |                 |                 |                 |                 |                 |
| Rachid Ghezzal         |                 |                 |                 |                 | 71              | 12              | 46              |                 |                 |                 |                 |                 |                 |                 |                 |                 |                 |                 |
| Yassine Benzia         |                 |                 |                 |                 |                 | 73              |                 | 69              |                 |                 |                 |                 |                 |                 |                 |                 |                 |                 |
| Ishak Belfodil         |                 |                 |                 |                 |                 | 9               | 73              |                 |                 |                 |                 |                 |                 |                 |                 |                 |                 |                 |
| Abderrahmane Meziane   |                 |                 |                 |                 |                 |                 |                 |                 | 90              |                 |                 |                 |                 |                 |                 |                 |                 |                 |
| Houssam Ghacha         |                 |                 |                 |                 |                 |                 |                 |                 | 20              |                 |                 |                 |                 |                 |                 |                 |                 |                 |

- Les nombres présents dans chaque case de la matrice représentent le nombre de minutes jouées par le joueur lors de ce match.

### Buteurs
7 buts        
- Baghdad Bounedjah ( Tanzanie × 2)  ( Cap-Vert)  ( Gambie)  ( Bénin)  ( Togo)  ( Qatar)

2 buts   
- Ramy Bensebaini ( Cap-Vert) ( Bénin)
- Riyad Mahrez ( Togo × 2)

1 but  
- Carl Medjani ( Tanzanie)
- Farouk Chafaï ( Iran)
- Youcef Atal ( Togo)

Contre son camp  (csc)
- Shomari Kapombé

### Passeurs décisifs
3 passes 
- Riyad Mahrez
  -  Tanzanie : à Baghdad Bounedjah 
  -  Tanzanie : à Baghdad Bounedjah 
  -  Cap-Vert : à Ramy Bensebaini

2 passes 
- Yassine Benzia
  -  Bénin : à Ramy Bensebaini 
  -  Togo : à Youcef Atal
- Sofiane Feghouli
  -  Bénin : à Baghdad Bounedjah 
  -  Togo : à Riyad Mahrez

1 passe 
- Aïssa Mandi
  -  Tanzanie : à Carl Medjani
- Mokhtar Benmoussa
  -  Iran : à Farouk Chafaï
- Yacine Brahimi
  -  Cap-Vert : à Baghdad Bounedjah
- Saphir Taïder
  -  Togo : à Baghdad Bounedjah
- Youcef Belaïli
  -  Qatar : à Baghdad Bounedjah

### Cartons jaunes
2 cartons jaunes  
- Aïssa Mandi (89e  Iran) ( Gambie)
- Baghdad Bounedjah (80e  Iran) ( Gambie)

1 carton jaune 
- Ramy Bensebaini (39e  Portugal)
- Farouk Chafaï (78e  Iran)
- Youcef Atal ( Togo)
- Salim Boukhanchouche (47e  Portugal)
- Farid El Mellali (90+2e  Tanzanie)
- Adlène Guedioura ( Gambie)
- Youcef Belaïli ( Togo)
- Islam Slimani (68e  Iran)

## Maillot
L'équipe d'Algérie porte en 2018 un maillot confectionné par l'équipementier Adidas.
| Couleurs | Blanc et Vert |           |           |           |
| Marque   | Adidas        |           |           |           |
| Domicile | Extérieur     | Gardien 1 | Gardien 2 | Gardien 3 |